# Herb Suchowoli
Herb Suchowoli – jeden z symboli miasta Suchowola i gminy Suchowola w postaci herbu.

## Wygląd i symbolika
Herb przedstawia na tarczy dwudzielnej w pas w polu górnym błękitnym łuk koloru białego, a na nim krzyż koloru żółtego, w polu dolnym zielonym konia gniadego z żółtą grzywą, ogonem i nogami.
Łuk papieski nawiązuje do historycznego ołtarza, przy którym Jan Paweł II w 1991 celebrował Mszę Św. w Białymstoku. Koń rasy sokólskiej nawiązuje do odbywających się od 1698 roku czwartkowych targów i jarmarków.